# Andreas Ingel
Andreas Ingel, född 24 mars 1983, är en svensk före detta fotbollsspelare som spelat en match i Allsvenskan (43 sekunder för AIK mot Landskrona) och 121 matcher (elva mål) i Superettan.

## Klubbar
- IK Frej (Moderklubb)
- Brommapojkarna (1997-1998)
- AIK (1999-2002)
- FC Café Opera (2003–2004)
- Bodens BK (2005)
- GIF Sundsvall (2006–2007)
- Jönköpings Södra IF (2008–2009)